# Acer bicolor
Acer bicolor é uma espécie de árvore do gênero Acer, pertencente à família Aceraceae.